# Medinilla ovalifolia
Medinilla ovalifolia är en tvåhjärtbladig växtart som först beskrevs av Asa Gray, och fick sitt nu gällande namn av Albert Charles Smith. Medinilla ovalifolia ingår i släktet Medinilla och familjen Melastomataceae. Inga underarter finns listade i Catalogue of Life.